# Ángel Mariano Toro
Ángel Mariano Toro (La Plata (hoy Sucre), Imperio español; 1775 - Sucre, Bolivia; 1850) fue un jurista y político que se destacó como participante de la Revolución de Chuquisaca, en la Independencia de Bolivia y fue también miembro de la Asamblea General Constituyente de las Provincias Unidas del Río de la Plata.

## Biografía
Era hijo de Ángela Miranda y de Ramón Toro, secretario de Cámara de la Real Audiencia de Charcas por herencia de su abuelo, que había comprado el cargo, tras haber comprado el cargo su abuelo. Nació en 1775 y estudió en la Universidad Mayor Real y Pontificia San Francisco Xavier de Chuquisaca, donde se doctoró en jurisprudencia en 1796. Heredó de su padre el cargo de secretario de Cámara de la Audiencia.
Tenía abundantes propiedades en la región, estaba casado con Manuela Jiménez y tuvo cuatro hijos. Estaba emparentado con varios personajes del virreinato de Nueva Granada y era pariente de Mateo de Toro Zambrano, que fue Capitán General de Chile al momento de la Revolución de 1811 y presidente de la primera Junta Nacional de Gobierno de Chile.
Formó parte de un grupo secreto de intelectuales en el que participaban también Bernardo Monteagudo, Joaquín Lemoine y Jaime Zudáñez. Su seudónimo era Numa Pompilio. Con el paso del tiempo, el grupo de intelectuales, influidos por los autores liberales que podían consultar en la abundante biblioteca de Toro, desarrolló ideas políticas propias. A comienzos de 1809, cuando estalló el escándalo por las conferencias de José Manuel de Goyeneche con el gobernador Ramón García de León y Pizarro, que tenían como trasfondo la posible suplantación del rey Fernando VII por la infanta Carlota Joaquina, el grupo pasó directamente a la conspiración y se contactó con otros personajes más abiertos a la acción directa, como Mariano Michel Mercado y Juan Antonio Álvarez de Arenales. También hicieron circular pasquines contra el gobierno.
El estallido de la Revolución de Chuquisaca en mayo de 1809 tuvo por origen un escrito de Jaime Zudáñez, en que rechazaba por completo las intrigas del gobernador en favor del carlotismo, lo cual llevó a su arresto; la liberación del prisionero por la población de la ciudad dio inicio a la Revolución. Toro ocupó cargos secundarios, pero estaba claro que era uno de los dirigentes más destacados. El 11 de febrero de 1810, a la llegada a la ciudad de Vicente Nieto con una división de ejército enviada desde Buenos Aires, numerosos dirigentes fueron arrestados, entre ellos Toro. Sus bienes fueron incautados y se le inició una causa criminal. La noticia del envío de la primera expedición auxiliadora al Alto Perú obligó a Nieto a abandonar la ciudad, dejando además en libertad a Toro y muchos otros prisioneros. La batalla de Suipacha dio oportunidad a un tumulto, durante el cual Toro fue nombrado Regidor del Cabildo de la ciudad. Llegado el Ejército de Juan José Castelli a Chuquisaca, Ángel Toro fue nombrado Ministro Tesorero de la Intendencia, cargo que ocupó hasta julio de 1811, debido al desbande que siguió a la derrota de Huaqui.
Formó parte de una compañía de voluntarios durante la retirada hacia el sur, exiliándose en Salta y Tucumán. Durante su ausencia, sus bienes fueron nuevamente embargados y su esposa e hijos debieron vivir de la caridad de los vecinos. Falto de recursos, viajó hasta Buenos Aires a solicitar se le pagasen los sueldos adeudados como ministro de Hacienda, lo que no parece haber conseguido, antes de reincorporarse al ejército del general Manuel Belgrano en Salta. Formó parte del Ejército del Norte, con el que regresó a Chuquisaca.
Junto con José Mariano Serrano, el 8 de noviembre de 1813 fueron elegidos diputados por Charcas a la Asamblea del Año XIII que ya estaba reunida en Buenos Aires desde principios de ese año. En el momento de su elección, el Ejército había sido derrotado en Vilcapugio y poco después lo sería nuevamente en Ayohúma, lo que causó la emigración en masa de los dirigentes independentistas; entre ellos estaban Toro y su familia, que se dirigieron a Buenos Aires, donde se presentó como diputado a la Asamblea, a la que se incorporó el 25 de agosto de 1814. Durante su ausencia, un tribunal realista en Chuquisaca lo condenó a muerte por el delito de traición a la Corona.
Toro vivió un tiempo en Buenos Aires, donde se dedicó a diversos oficios, entre ellos pintor de temas religiosos en una iglesia. En 1816 se trasladó a San Miguel de Tucumán como asesor de los diputados al Congreso de Tucumán, Serrano, José Severo Malabia y Mariano Sánchez de Loria. Más tarde logró comprar una pequeña finca en Monteros, adonde se retiró de la vida pública. Durante sus años en Tucumán ejerció varios oficios y administró bienes de hacendados locales. Pasó por unos meses a San Fernando del Valle de Catamarca, donde ejerció como escribano, tocándole en suerte refrendar el acta de la autonomía de la provincia de Catamarca.
Pudo regresar a Chuquisaca después de la batalla de Ayacucho, en 1825, pero si bien logró que se levantasen las condenas en su contra no logró la restitución de sus bienes. Consiguió, en cambio, recuperar su biblioteca, sobre la base de la cual fue organizada la biblioteca pública de la ciudad —existía otra en la Universidad, pero estaba reservada a sus estudiantes, catedráticos y a los juzgados. Tras lograrlo, se retiró definitivamente para dedicarse a la agricultura en su hacienda de Poroma durante varios años, antes de perderlo todo en una creciente del río.
Falleció en la ciudad de Sucre, antiguamente Chuquisaca, en 1850.